# Hirasea planulata
Hirasea planulata е изчезнал вид коремоного от семейство Endodontidae.

## Разпространение
Видът е бил ендемичен за Япония.